# Radula bipinnata
Radula bipinnata là một loài rêu trong họ Radulaceae. Loài này được Mitt. mô tả khoa học đầu tiên năm 1863.
Danh pháp khoa học của loài này chưa được làm sáng tỏ. 